# Václavov u Bruntálu
Václavov u Bruntálu (in tedesco Wildgrub) è un comune della Repubblica Ceca facente parte del distretto di Bruntál, nella regione della Moravia-Slesia.